# Scunthorpe
Scunthorpe (IPA: ['skʌnθɔːp]) – miasto w środkowej Anglii (Wielka Brytania), w hrabstwie Lincolnshire, ośrodek administracyjny North Lincolnshire (unitary authority). Liczy ok. 73 tys. mieszkańców. Jest miastem partnerskim Ostrowca Świętokrzyskiego.
Nazwa miasta zyskała popularność w Internecie z uwagi na tzw. problem Scunthorpe.

## Miasta partnerskie
- Clamart
- Lüneburg
- Ostrowiec Świętokrzyski